# Agrotis interjectionis
Agrotis interjectionis là một loài bướm đêm trong họ Noctuidae.

## Hình ảnh

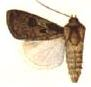